# Komet Gerolf Pöhle & Co. GmbH
Die Komet Gerolf Pöhle & Co. GmbH mit Sitz in der sächsischen Gemeinde Großpostwitz ist ein Unternehmen im Lebensmittelbereich.
Verschiedene Lebensmittelprodukte werden unter der Marke Komet angeboten. Der Schwerpunkt liegt auf Speiseeispulver, Dessert- und Backmischungen.

## Geschichte
Das Unternehmen wurde 1924 als Komet Teigwarenfabrik durch den Bäckermeister Albert Umlauf und seinen Schwiegersohn, den Bankkaufmann Georg Pöhle, gegründet. Zuerst wurden Makkaroni und andere Nudelsorten in kleinem Maßstab hergestellt.
1933 zog die Firma, die vorher in einem Hinterhof produzierte, in ein eigenes Betriebsgebäude um. Ab 1938 wurde die Firma von Georg Pöhle allein geführt. Unter seiner Leitung stieg die Produktion bis 1944 auf 800 Tonnen Teigwaren im Jahr.
Nach Pöhles Tod 1958 übernahm dessen Sohn, Gerolf Pöhle, die Firma und führte sie unter staatlicher Beteiligung in der DDR weiter.
Um 1960 entwickelten Gerolf Pöhle und seine Frau Regina Pöhle ein Speiseeispulver, das erste Speiseeispulver zur Herstellung von Speiseeis im Haushalt auf dem DDR-Markt. Später wurden auch Mischungen für den gewerblichen Einsatz produziert, die in den 1970er Jahren den Produktionsschwerpunkt bildeten.
Im Dezember 1963 wurde bei einem Brand das Firmengebäude größtenteils zerstört, 1964 wieder aufgebaut und erweitert.
Die Enteignung und die Umwandlung in den Volkseigenen Betrieb (VEB) Komet Eierteigwaren- und Speiseeispulverfabrik erfolgte 1972. Nachdem Speiseeispulver schon in den 1970er Jahren an Bedeutung gewannen, wurde die Teigwarenproduktion in den 1980er Jahren komplett aufgegeben. Hinzu kam die Produktion von Tortenguss (Gelatine) durch Eingliederung eines anderen Betriebes.
Nach der Wende wurde Komet am 1. April 1990 in eine durch Gerolf Pöhle gegründete Einzelfirma reprivatisiert und 1991 in eine GmbH umgewandelt, deren Gesellschafter aus den Familienmitgliedern der Familien Pöhle und Förster stammen. Als neue Produkte werden Backmischungen und verschiedene Dessertpulver (Puddingpulver) eingeführt, Fertigspeiseeispulver und Tortenguss blieben weiter im Programm. Insbesondere die 1990 eingeführte Eierpfannkuchen-Fertigmischung wurde vom Verbraucher gut angenommen und ist nach Firmenangaben bis heute marktführend in den neuen Bundesländern.
Das Unternehmen beschäftigte 2013 26 Mitarbeiter. Der geschäftsführende Gesellschafter Gunter Pöhle verstarb im November 2021 58-jährig.